# Karolyn Grimes
Karolyn Grimes (Hollywood, 4 luglio 1940) è un'attrice statunitense.
È conosciuta soprattutto per aver interpretato il ruolo di Zuzu Bailey nel classico di Frank Capra La vita è meravigliosa (1946)

## Biografia
La Grimes nacque a Hollywood, in California. I suoi genitori erano insegnanti a Kansas City (Missouri). All'età di 5 anni iniziò a studiare pianoforte e violino alla Boyd School for Actors. Fu sua madre a spingerla a recitare, ma la sua carriera di attrice bambina declinò quando la madre iniziò ad avere problemi di salute. La Grimes perse la madre all'età di 14 anni, e il padre a causa di un incidente automobilistico un anno dopo. Una sentenza della corte la mandò da Hollywood a Osceola (Missouri), dove visse in quella che lei chiamava una "casa inadeguata" con la zia e lo zio. Frequentò il college a Warrensburg (Missouri), l'Università del Missouri centrale, si sposò, ebbe dei bambini e divenne tecnico sanitario di laboratorio biomedico.
Il primo matrimonio della Grimes finì con un divorzio, dopodiché il suo ex marito rimase ucciso in un incidente di caccia. Il figlio di 18 anni si suicidò nel 1989 e il suo secondo marito morì di cancro nel 1994.

## Carriera

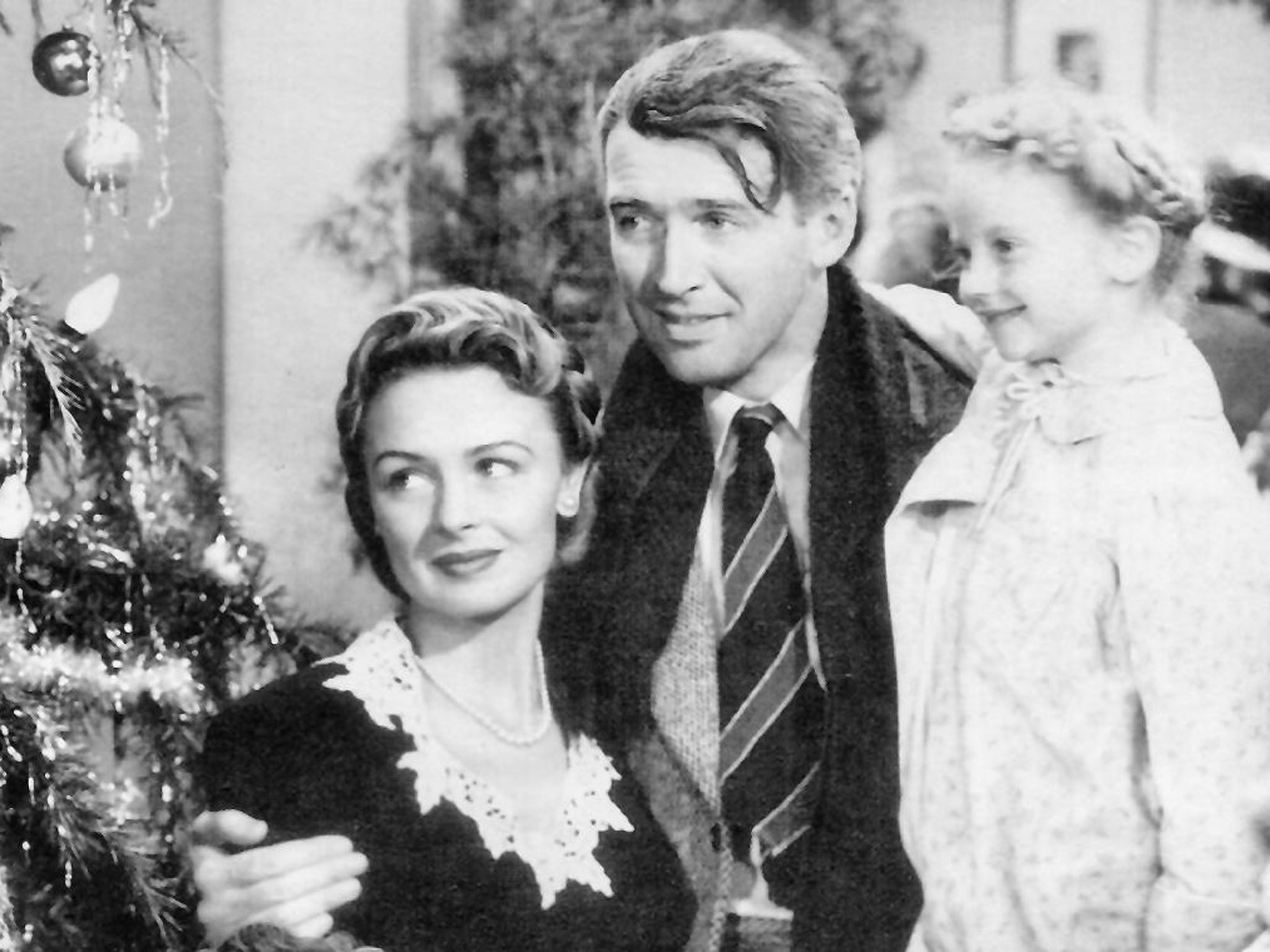
Donna Reed, James Stewart e Karolyn Grimes in La vita è meravigliosa (1946)

Dopo il debutto cinematografico all'età di 6 mesi, la Grimes attirò l'attenzione con un ruolo in Perdonate il mio passato (1945).
Nel 1946 interpretò il ruolo della piccola Zuzu Bailey in La vita è meravigliosa di Frank Capra, dove ebbe l'onore di pronunciare la battuta che chiude il film (La maestra dice che ogni volta che suona una campanella, un angelo mette le ali!), e grazie al quale deve la sua notorietà. La Grimes partecipa a iniziative nei cinema di tutto il mondo, firmando autografi, condividendo curiosità e segnalando piccoli errori sulla celebre pellicola. Ha anche prodotto un libro di cucina ispirato al suo ruolo e pubblicizzato una linea in edizione limitata di "Bambole Zuzu".
Quale celebrità nativa del Missouri, la Grimes fu insignita di una stella sulla Missouri Walk of Fame a Marshfield. Nel 2007 ha anche ricevuto l'onorificenza più alta della città, la medaglia d'iniziativa Edwin Hubble, all'annuale Marshfield Cherry Blossom Festival.

## Filmografia

### Cinema
- Stanotte t'ho sognato (That Night With You), regia di William A. Seiter (1945)
- Perdonate il mio passato (Pardon My Past), regia di Leslie Fenton (1945)
- L'angelo del dolore (Sister Kenny), regia di Dudley Nichols (1946)
- Cieli azzurri (Blue Skies), regia di Stuart Heisler (1946)
- La vita è meravigliosa (It's a Wonderful Life), regia di Frank Capra (1946)
- Philo Vance's Gamble, regia di Basil Wrangell (1947)
- Il disonesto (The Private Affairs of Bel Ami), regia di Albert Lewin (1947)
- Come nacque il nostro amore (Mother Wore Tights), regia di Walter Lang (1947)
- Gli invincibili (Unconquered), regia di Cecil B. DeMille (1947)
- La moglie del vescovo (The Bishop's Wife), regia di Henry Koster (1947)
- Il solitario del Texas (Albuquerque), regia di Ray Enright (1948)
- La sete dell'oro (Lust for Gold), regia di Sylvan Simon e George Marshall (1949)
- Rio Bravo (Rio Grande), regia di John Ford (1950)
- Honeychile regia di R.G. Springsteen (1951)
- Il favoloso Andersen (Hans Christian Andersen), regia di Charles Vidor (1952)